# Baizhang Shuiku
Baizhang Shuiku (kinesiska: 百丈水库) är en reservoar i Kina. Den ligger i provinsen Sichuan, i den sydvästra delen av landet, omkring 96 kilometer sydväst om provinshuvudstaden Chengdu. I omgivningarna runt Baizhang Shuiku växer i huvudsak blandskog.
Genomsnittlig årsnederbörd är 1 442 millimeter. Den regnigaste månaden är juli, med i genomsnitt 387 mm nederbörd, och den torraste är januari, med 12 mm nederbörd.